# Qiongzhong
Qiongzhong (chiń. 琼中黎族苗族自治县; pinyin: Qióngzhōng Lízú Miáozú Zìzhìxiàn) – powiat autonomiczny mniejszości etnicznej Li i Miao w Chinach, w prowincji Hajnan. W 1999 roku liczył 196 581 mieszkańców.